# Edward Clark (Schauspieler)
Edward Clark (* 6. Mai 1878 in Russland; † 18. November 1954 in Hollywood, Kalifornien, Vereinigte Staaten) war ein US-amerikanischer Drehbuchautor, Schauspieler und Songschreiber.

## Leben
Edward Clark wurde 1878 in Russland geboren.
1915 hatte Clark bei dem Film The Broken Coin erstmals eine Stummfilmrolle inne. 1951 stand er in der Miniserie The Living Christ Series erstmals für das Fernsehen vor der Kamera. In der Fernsehserie The Adventures of Wild Bill Hickok spielte er 1951 erstmals eine durchgehende Rolle. In der Fernsehserie The Cisco Kid spielte Clark 1952 bis 1954 eine durchgehende Rolle. Er war bis zuletzt als Schauspieler aktiv, sein Schaffen umfasst mehr als 160 Produktionen.

## Filmografie (Auswahl)
- 1915: The Broken Coin
- 1915: Graft
- 1915: Tainted Money
- 1916: The Iron Hand
- 1917: The Bronze Bride
- 1917: Eternal Love
- 1918: The Kaiser, the Beast of Berlin
- 1926: Millionaires
- 1926: Glanz und Elend in Hollywood (Broken Hearts of Hollywood) (Story)
- 1928: Marriage by Contract
- 1933: King Kong und die weiße Frau (King Kong)
- 1934: One Hour Late
- 1941: In den Sümpfen (Swamp Water)
- 1941: Die merkwürdige Zähmung der Gangsterbraut Sugarpuss (Ball of Fire)
- 1942: Roxie Hart
- 1942: Thema: Der Mann (The Male Animal)
- 1942: Mrs. Wiggs of the Cabbage Patch
- 1943: The Meanest Man in the World
- 1943: Hello, Frisco, Hello (Hello, Frisco)
- 1943: The Good Fellows
- 1943: Phantom der Oper (Phantom of the Opera)
- 1943: Sweet Rosie O’Grady
- 1943: Das Lied von Bernadette (The Song of Bernadette)
- 1944: The Falcon Out West
- 1944: Jungle Woman
- 1944: Heavenly Days
- 1944: Experiment in Terror (Experiment Perilous)
- 1945: Where Do We Go from Here?
- 1946: The Falcon's Alibi
- 1946: O.S.S.
- 1946: Nocturne
- 1946: Ist das Leben nicht schön? (It’s a Wonderful Life)
- 1947: Die legendären Dorseys (The Fabulous Dorseys)
- 1947: Love and Learn
- 1947: Mit Gesang geht alles besser (Welcome Stranger)
- 1947: I Wonder Who's Kissing Her Now
- 1947: Michael schafft Ordnung (Heaven Only Knows)
- 1947: Der Scharlatan (Nightmare Alley)
- 1947: My Wild Irish Rose
- 1947: Der Senator war indiskret (The Senator Was Indiscreet)
- 1948: My Girl Tisa
- 1948: If You Knew Susie
- 1948: April Showers
- 1948: Give My Regards to Broadway
- 1948: The Walls of Jericho
- 1948: When My Baby Smiles at Me
- 1949: Frau in Notwehr (The Accused)
- 1949: Amazon Quest
- 1949: Illegal Entry
- 1949: Der große Gatsby (The Great Gatsby)
- 1949: Stern vom Broadway (Look for the Silver Lining)
- 1949: Ein tolles Gefühl (It’s a Great Feeling)
- 1949: Abandoned
- 1949: Der Schlagerkönig (Oh, You Beautiful Doll)
- 1949: Liebe auch ohne Patent (Free for All)
- 1949: Dancing in the Dark
- 1949: Tödlicher Sog (Undertow)
- 1950: Ein charmanter Flegel (Key to the City)
- 1950: Das Todeshaus am Fluss (House by the River)
- 1950: A Ticket to Tomahawk
- 1950: Mississippi-Express (Rock Island Trail)
- 1950: Trial Without Jury
- 1950: Das skandalöse Mädchen (The Petty Girl)
- 1950: Pretty Baby
- 1950: The Milkman
- 1950: Einmal eine Dame sein (Two Weeks with Love)
- 1950: Das Brandmal (Branded)
- 1950: Endstation Mord (Gambling House)
- 1950: Stage to Tucson
- 1950: Cowboyrache in Oklahoma (Sierra Passage)
- 1951: Mein Mann will heiraten (Grounds for Marriage)
- 1951: The Living Christ Series (Miniserie, Folge 1x02)
- 1951: Bedtime for Bonzo
- 1951: Three Guys Named Mike
- 1951: Danger Zone
- 1951: The Fat Man
- 1951: Ma and Pa Kettle Back on the Farm
- 1951: Million Dollar Pursuit
- 1951: Dear Brat
- 1951: Trommeln der Wildnis (Savage Drums)
- 1951: Der Fremde im Zug (Strangers on a Train)
- 1951: Never Trust a Gambler
- 1951: Mr. Belvederes zweite Jugend (Mr. Belvedere Rings the Bell)
- 1951: Little Egypt
- 1951: Rhubarb
- 1951: Boston Blackie (Fernsehserie, Folge 1x01)
- 1951: The Adventures of Wild Bill Hickok (Fernsehserie, 2 Folgen)
- 1951: Cattle Queen
- 1951: Finders Keepers
- 1951–1952: The Lone Ranger (Fernsehserie, 2 Folgen)
- 1952: Here Come the Nelsons
- 1952: Geborgtes Glück (Invitation)
- 1952: Shadow in the Sky
- 1952: Dangerous Assignment (Fernsehserie, Folge 1x28)
- 1952: Racket Squad (Fernsehserie, Folge 2x33)
- 1952: Thundering Caravans
- 1952: Carrie
- 1952: She's Working Her Way Through College
- 1952: You for Me
- 1952: Park Row
- 1952: Nur für Dich (Just for You)
- 1952: Mark Saber (Fernsehserie, Folge 2x04)
- 1952: Mein Sohn entdeckt die Liebe (The Happy Time)
- 1952: Die goldene Nixe (Million Dollar Mermaid)
- 1952: The Living Bible (Fernsehserie, 2 Folgen)
- 1952: The Files of Jeffrey Jones (Fernsehserie, eine Folge)
- 1952: Craig Kennedy, Criminologist (Fernsehserie, Folge 1x10)
- 1952–1953: Hopalong Cassidy (Fernsehserie, 2 Folgen)
- 1952–1954: Schlitz Playhouse of Stars (Fernsehserie, 3 Folgen)
- 1952–1954: The Cisco Kid (Fernsehserie, 4 Folgen)
- 1953: Mr. & Mrs. North (Fernsehserie, Folge 1x17)
- 1953: Space Patrol (Fernsehserie, Folge 3x07)
- 1953: Gardenia – Eine Frau will vergessen (The Blue Gardenia)
- 1953: Fotograf aus Liebe (I Love Melvin)
- 1953: It Happens Every Thursday
- 1953: Panik in New York (The Beast from 20,000 Fathoms)
- 1953: Crown Theatre with Gloria Swanson (Fernsehserie, eine Folge)
- 1953: Houdini, der König des Varieté (Houdini)
- 1953: Der rote Dolch (Flame of Calcutta)
- 1953: Bandits of the West
- 1953: Topeka
- 1953: Champ for a Day
- 1953: El Paso Stampede
- 1953: The Adventures of Kit Carson (Fernsehserie, Folge 3x07)
- 1953: The Moonlighter
- 1953: Du bist so leicht zu lieben (Easy to Love)
- 1953: Der tollkühne Jockey (Money from Home)
- 1954: The Pride of the Family (Fernsehserie, Folge 1x15)
- 1954: My Little Margie (Fernsehserie, Folge 3x20)
- 1954: Four Star Playhouse (Fernsehserie, Folge 2x25)
- 1954: Your Favorite Story (Favorite Story, Fernsehserie, eine Folge)
- 1954: Annie Oakley (Fernsehserie, 2 Folgen)
- 1954: Topper (Fernsehserie, Folge 1x32)
- 1954: Eisenbahndetektiv Matt Clark (Stories of the Century, Fernsehserie, Folge 1x19)
- 1954: Drei Stunden Zeit (Three Hours to Kill)
- 1954: The Whistler (Fernsehserie, Folge 1x05)
- 1954: Das Narbengesicht (Cry Vengeance)
- 1954: Die Hölle von Silver Rock (Hell’s Outpost)
- 1954: Meet Corliss Archer (Fernsehserie, 4 Folgen)
- 1954: Mayor of the Town (Fernsehserie, Folge 1x19)
- 1955: The Donald O’Connor Show (Fernsehserie, Folge 1x06)
- 1955: The Adventures of the Falcon (Fernsehserie, Folge 1x37)
- 1955: Straße des Terrors (Crashout)
- 1955: Jenseits von Eden (East of Eden)
- 1955: The Gene Autry Show (Fernsehserie, Folge 5x02)